# Villar del Ala
Villar del Ala é um município da Espanha na província de Sória, comunidade autónoma da Castela e Leão. Tem 11,7 km² de área e em 2021 tinha 50 habitantes (densidade: 4,3 hab./km²).

## Demografia
| Variação demográfica do município entre 1991 e 2004 [carece de fontes?] | Variação demográfica do município entre 1991 e 2004 [carece de fontes?] | Variação demográfica do município entre 1991 e 2004 [carece de fontes?] | Variação demográfica do município entre 1991 e 2004 [carece de fontes?] |
| ----------------------------------------------------------------------- | ----------------------------------------------------------------------- | ----------------------------------------------------------------------- | ----------------------------------------------------------------------- |
| 1991                                                                    | 1996                                                                    | 2001                                                                    | 2004                                                                    |
| 39                                                                      | 58                                                                      | 63                                                                      | 57                                                                      |